# Alexander Agadzhanov
Alexander Agadzhanov (Mary, ...) è un ex ballerino russo.
È stato Primo Ballerino con il Moscow Ballet Theatre. Attualmente è Senior Teacher e Répétiteur del Royal Ballet.

## Biografia
Agadzhanov è nato a Mary, in URSS, e ha studiato con Alexander Zaitsev, Margarita Nazarova e Genrikh Mayorov a Kiev. È entrato a far parte del Moscow Ballet Theatre come Solista nel 1969 ed è diventato Primo Ballerino nel 1972. 
Ha danzato ruoli principali come solista ospite a New York, Pittsburgh, Baltimora e al Deutsche Oper Ballet, e come Primo Ballerino con il Bonn Opera Ballet. 
Come insegnante alla Royal Ballet School 1985-8 i suoi allievi includevano Stuart Cassidy, Tetsuya Kumakawa, Michael Nunn, Sergiu Pobereznic e William Trevitt. 
È stato Maestro/Insegnante di Ballo al Teatro alla Scala, Milano, dal 1988 al 1989.
È stato anche Guest Ballet Master/Insegnante allo Scottish Ballet, al Northern Ballet Theatre e al Paris Opera Ballet, tra gli altri. 
Ha lavorato con coreografi tra cui Alvin Ailey, Flemming Flindt, Yuri Grigorovich, Serge Lifar, Kenneth MacMillan, Rudolf Nureyev e Roland Petit.
È Senior Teacher e Répétiteur del Royal Ballet dal 1989.